# Jeffreys Bay
Jeffreys Bay (Afrikaans : Jeffreysbaai mais également connu sous le nom de J-bay) est une ville d'Afrique du Sud située dans la province du Cap-Oriental, à environ une heure de route au sud-ouest de Port Elizabeth.

## Quartiers
Jeffreys Bay se divise en 11 secteurs géographiques : Pellrus, C-Place, Aston Bay, Marina Martinique et Paradise Beach au sud, Jeffrey's Bay SP au centre, Ferreira Town, Jeffrey's Bay Lifestyle Estate,  Kabeljous-on-Sea, Noorsekloof, Wavecrest au nord.
Les quartiers les plus densément peuplés sont Jeffrey's Bay SP (centre-ville, 7 994 habitants) et le township de Pellsrus (8 500 habitants). Le moins peuplé est celui de Jeffrey's Bay Lifestyle Estate (27 habitants).

## Démographie
Selon le recensement de 2011, Jeffreys Bay compte 27 107 habitants, majoritairement  blancs (38,90 %). Les noirs et les coloureds représentent respectivement 37,47 % et 22,66 % des habitants. 
Les blancs résident majoritairement dans les quartiers de Aston Bay (94,07 % des habitants), C-Place (80,48 %), Ferreira Town (87,08 %), Jeffrey's Bay Lifestyle Estate (92,59 %), Kabeljous-on-Sea (79,96 %), Marina Martinique (76,13 %), Noorsekloof (91,60 %), Paradise Beach (92,36 %), Wavecrest (89,99 %).
Les noirs résident principalement à Jeffrey's Bay SP (69,88 % des habitants) et les coloureds à  Pellsrus (52,22 %).
L'afrikaans est la langue maternelle majoritairement utilisée par la population locale (54,40 %) devant la langue xhosa (28,81 %).

## Histoire
Jeffreys Bay tient son nom du capitaine Jeffreys qui avait navigué et commercé, dans les années 1840, le long des côtes orientales et australes de l'Afrique. Lors de l'un de ces voyages, le scorbut décima l'équipage obligeant le capitaine Jeffreys à faire accoster son navire pour un long moment au nord-est du Cap St Francis. Après avoir estimé le potentiel du lieu, un port primitif est construit sur ce qui est maintenant la plage principale de Jeffreys Bay. En 1850, Jeffreys y fait construire une grande maison, y installe sa famille et commence à développer un relais commercial. 
À la fin des années 1960 et au début des années 1970, Jeffreys Bay est connu comme un repaire hippie. 
Jeffreys Bay est passée au cours des dernières années d'une petite ville assoupie de pêcheurs à l'une des zones urbaines touristiques d'Afrique du Sud les plus dynamiques.

## Tourisme

### Plages et activités nautiques et sportives

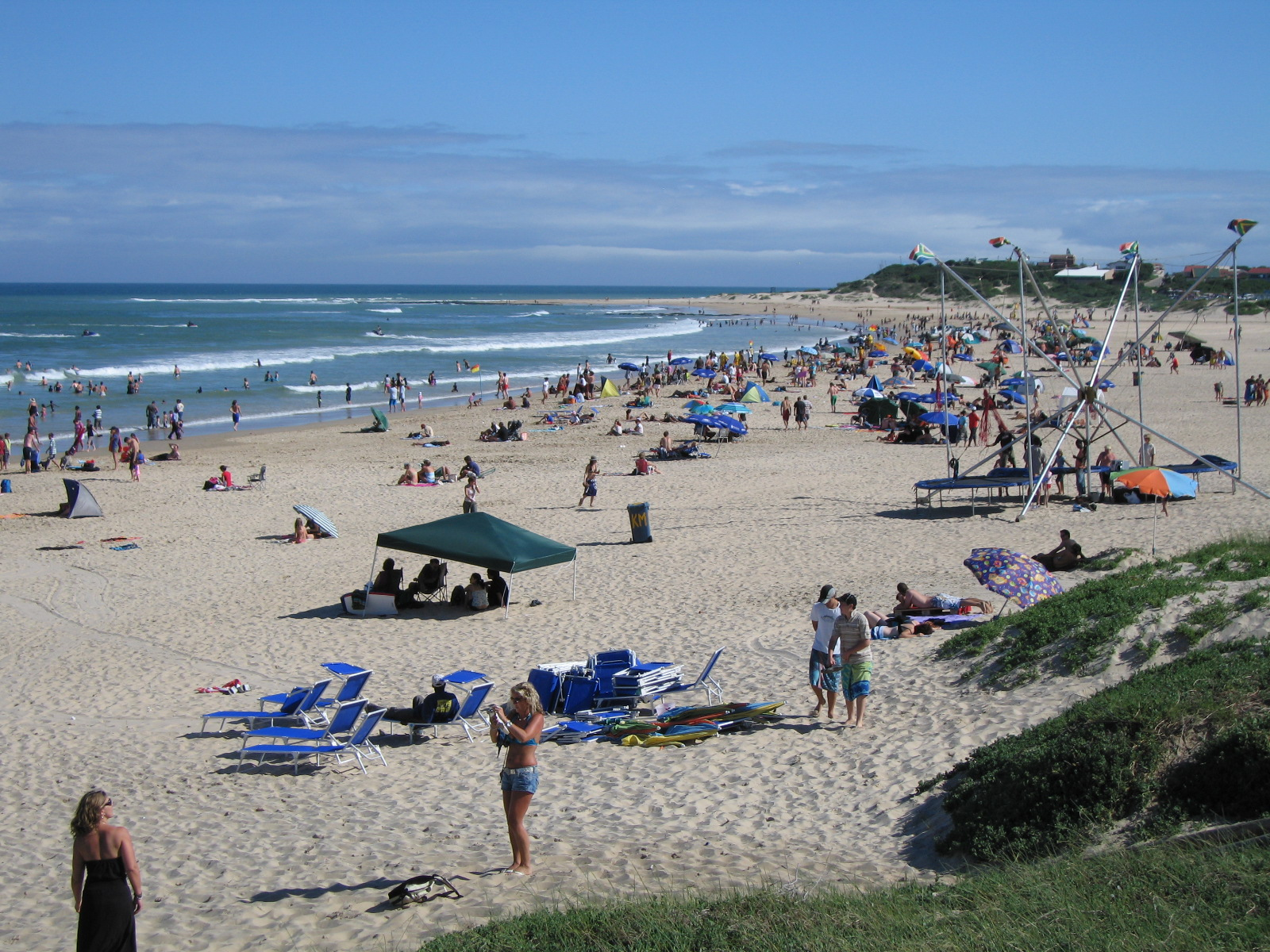
Plage de J-Bay

Jeffreys Bay est une destination balnéaire réputée et populaire pour sa plage et ses activités nautiques, notamment le surf et la pêche.
Jeffreys Bay figure ainsi parmi les 10 meilleurs sites de surf au monde. 

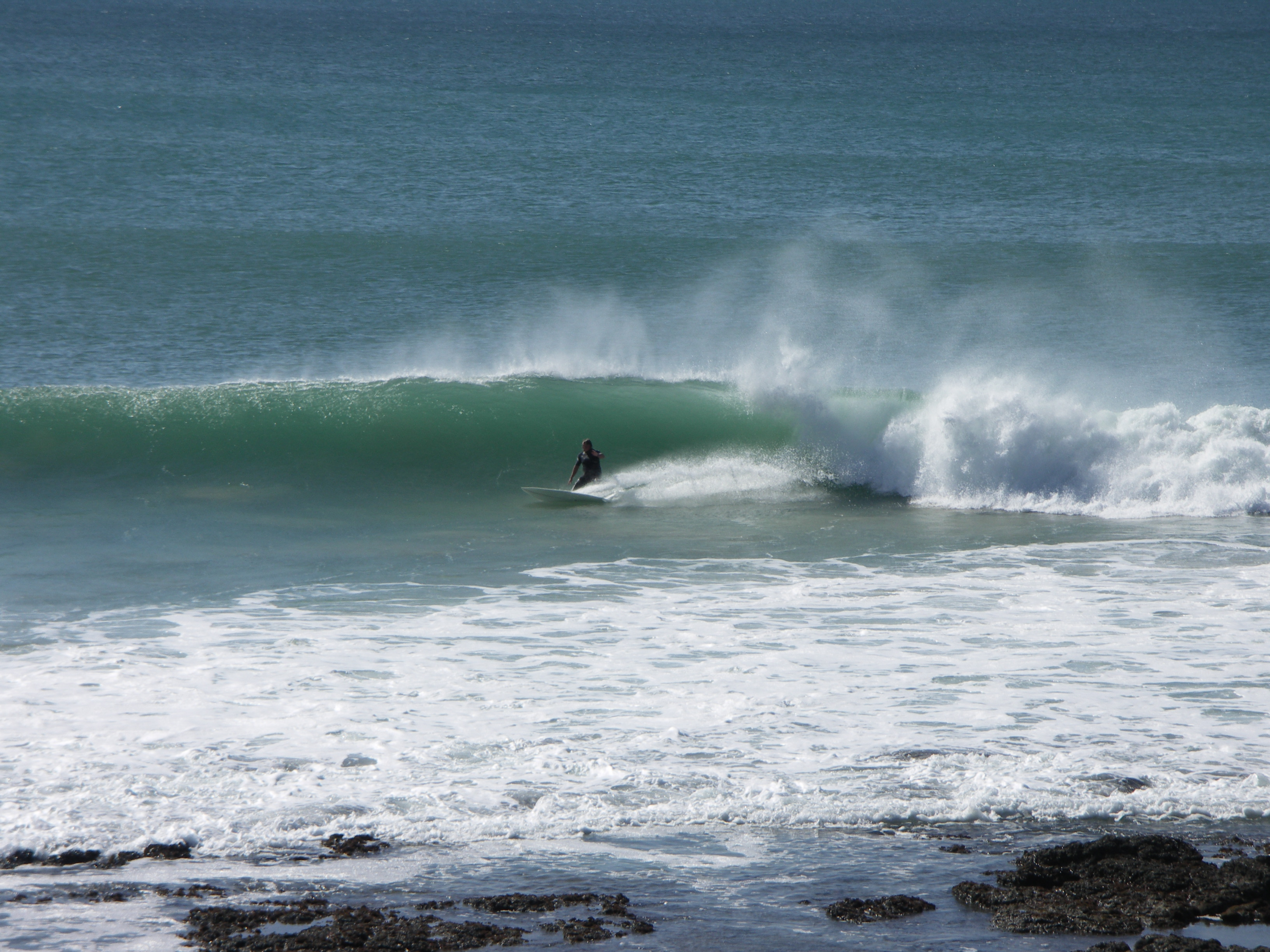
Surf à Supertubes

Le spot de Supertubes (au nord) est notamment devenue mythique pour la longueur des sections tandis que celui de Kitchen Window (au sud) accueille plus volontiers les surfeurs débutants.
La ville accueille chaque année en juillet le Billabong Pro du Championnat du monde de surf.

### Environnement et biodiversité
Au nord de la ville est située la réserve naturelle de Kabeljous. La lagune où est situé cet estuaire abrite des oiseaux aquatiques, des hérons et une variété d'échassiers. 
À proximité se trouve également sur l'estuaire formé par les rivières Seekoei et Swart, la réserve naturelle de la rivière Seekoei (entre Aston et Paradise Bay Beach). Cette réserve comprend plus de 120 espèces d'oiseaux. La lagune abrite également de nombreux autres petits animaux.
Jeffreys Bay est aussi réputé pour être un poste d'observation de baleines passant au large de la côte.